# Прича о бацању мреже
Прича о бацању мреже је једна од Исусових алегоријских прича, која говори о хватању риба и одвајању добрих од лоших.
Забележена у канонском јеванђељу по Матеју и неканонском јеванђељу по Томи. Док је Томе дата само парабола, код Матеја следи и тумачење које се односи на коначни суд. Код Матеја, ова алегоријска прича је седма и последња у низу који почиње причом о сејачу.
Прича о бацању мреже је по наравоученију слична причи о кукољу, која такође говори о одвајању добрих од лоших на судњем дану.

## Прича

### По Матеју
Јеванђеље по Матеју преноси следеће Исусове речи:

### По Томи
Јеванђеље по Томи преноси следеће Исусове речи:

## Тумачења
Слично као и прича о кукољу, дата раније код Матеја, и ова прича се односи на судњи дан.
Реална подлога за ову алегоријску причу је раздвајање јестивих од нејестивих риба ухваћених у мрежи. Код Матеја се каже да ће „анђели доћи и одвојити зле од праведних“ на сличан начин.
Јован Златоусти пише о овој параболи:

А где се ово разликује од приче о кукољу? Јер тамо су такође једни спасени, а други пропали; али тамо, због избора злих учења, и они пре тога опет, због не обраћања пажње на његове речи, али ови због неваљалства живота.